# 贝莱斯-马拉加
贝莱斯-马拉加，是西班牙安达卢西亚自治区马拉加省的一个市镇。 总面积158平方公里，总人口57142人（2001年），人口密度362人/平方公里。